# Transforme plaatgrens
Met een transforme plaatgrens, conservatieve plaatgrens of transversale plaatgrens (Engels: transform boundary of strike-slip boundary) wordt in de platentektoniek een grens tussen twee platen bedoeld waarlangs deze langs elkaar bewegen. Transforme plaatgrenzen vormen aan het aardoppervlak stelsels van zijschuivingen. Omdat het langs elkaar bewegen van twee stukken aardkorst een grote hoeveelheid wrijving oproept, vindt de beweging in de bovenste delen van de korst in plotselinge stappen plaats, waarbij alle opgebouwde energie in de vorm van aardbevingen vrijkomt.
Een veelvoorkomend type transforme plaatgrens zijn transformbreuken, relatief korte onderbrekingen in mid-oceanische ruggen. De best bekende transforme plaatgrenzen liggen echter op het land, zoals de San Andreasbreuk in Californië. Andere voorbeelden zijn de Noord-Anatolische Breuk in Turkije, de Noord-Pyrenese Breuk, de Dode Zeerift en de Great Alpine Fault in Nieuw-Zeeland.